# Jean-Baptiste Mallet de Grandville
Jean-Baptiste Mallet de Grandville  (pl : Jan Chrzciciel de Grandville Malletski) franc-maçon, est un ingénieur militaire français, général  de division de l'armée napoléonienne et général de l'armée polonaise du royaume du Congrès. Né le 27 novembre 1777 à Marseille, décédé le 30 novembre 1846 à Zbożenna (Pologne). Détaché militaire à la division générale de l'armée polonaise, il est chargé de l'expansion et de la modernisation des forteresses de Zamość et de Modlin en Pologne.

## Biographie
Diplômé de l'école militaire de Metz, il participe aux campagnes d'Italie (1795-1798), en Allemagne (1798) et aux Pays-Bas (1799-1804) dans l'état-major de l'armée napoléonienne. Il fait la campagne de Prusse et de Pologne (1806-1807) à Iława, il est capturé en février 1807 et sera détenu à Riga.
Par ordre du tsar russe et du roi de Pologne Alexandre Ier, le 3 octobre 1816, il reçoit la naturalisation polonaise dans le royaume de Pologne et est anobli sous le nom de Jan Chrzciciel de Grandville Malletski. Il sera nommé général de division.

## Décorations
- 1816 : Ordre de Saint-Stanislas (Russie impériale)
- 1830 : Insigne d'honneur délivré par le royaume du Congrès le 12 mai 1829 [2]